# 별의 금화
별의 금화(星の金貨 ほしのきんか[*])는 1995년 4월 12일 ~ 7월 12일, 1996년 10월 9일 ~ 12월 25일, 2001년 4월 25일 ~ 6월 27일에 NTV에서 매주 수요일 22:00 ~ 22:54에 방송 된 드라마이다.

## 별의 금화

### 줄거리
홋카이도의 비호로 진료소에서 견습 간호사로 일하는 구라모토 아야는 듣고 말하는 것이 불편한 버려진 아이이다. 태어난지 얼마 되지 않아 버려진 이후, 양부모가 사준 그네에 앉아 친부모를 애타게 기다린다. 그런 아야의 진료소에 나가이 슈이치라는 새 의사가 부임해 오고, 아야는 점점 슈이치에게 끌린다.
아야의 양부모가 병으로 사망한 뒤 도쿄로 돌아가는 슈이치를 붙잡고 자신도 데려가 달라고 부탁하는 아야. 그런 아야를 보고 자신도 아야를 사랑하고 있다는 것을 알게 된 슈이치는 아야와 결혼을 약속하고 떠난다. "곧 돌아올 거야. 그 때 결혼하자."라는 말을 남기고...
아야는 약속을 믿고 슈이치가 돌아오기만을 기다리지만, 아무리 기다려도 소식조차 없는 슈이치. 슈이치는 도쿄의 공항에서 유키 사치코를 구하려다 에스컬레이터에서 굴러 중태에 빠지고만 것이었다.
걱정스러운 마음에 혼자 도쿄로 온 아야는 슈이치의 이복 동생 다쿠미를 만나고, 다쿠미에게서 슈이치가 병원 후계자라는 사실과, 사고 소식을 듣게 된다.
며칠 후 사경을 헤매던 슈이치는 무사히 의식을 되찾지만, 머리를 심하게 다쳐 눈 앞에 있는 아야도 알아 보지 못하고 기억상실증에 걸린 것을 알게 된다. 슈이치는 자신을 간병해 주는 사치코와 사이가 깊어지고, 그런 슈이치 때문에 하루하루를 눈물로 보내는 아야에게 사랑의 감정을 느끼는 다쿠미.
그러던 중 수술에 입회한 다쿠미는 집도의의 컨디션 난조로 도중에 수술을 집도하게 되지만, 그것은 그를 증오하는 다른 의사의 음모였으며, 환자는 식물인간이 된다. 기운 병원 경영을 개건하기 위해 슈이치는 사치코와 약혼을 하고, 병원의 신용도를 떨어뜨린 다쿠미는 책임을 묻고 캬바레 클럽 호스티스에게 몸을 숨기는데, 그제서야 아야에 대한 자신의 마음을 확인하고 그 곳을 떠난다. 때마침 슈이치는 자신의 과거에 대한 이야기를 듣고 진위를 확인하기 위해 아야를 만나러 가는데, 다쿠미를 잃은 공포와 질투심에 가득찬 호스티스가 휘두른 칼에 찔려 큰 부상을 당하고만 아야.
아야의 수술을 집도하게 된 슈이치는 아야를 어떻게든 살려내기 위해 열심이었고, 그런 그에게 아야를 비롯한 모든 기억이 돌아오는 기적이 일어난다. 그리고 빚을 갚기 위해 목숨을 건진 아야를 데리고 사라진 다쿠미, 아야와 함께 잠시 행복한 생활을 한다. 기억을 되찾은 슈이치는 두 번 다시 아야를 잃지 않겠다는 마음으로 필사적으로 아야를 찾아나서고 거처를 알아낸다.
아야를 되찾으려 하는 슈이치와, 아야와의 생활을 잃고싶지 않은 다쿠미. 형제는 아야를 양보하지 않았고, 슈이치는 다쿠미에게 한통의 편지를 맡긴다. '나는 모든 것을 버리고 아야만을 기다린다. 아야가 오지 않으면 그 때 포기할게.'. 다쿠미는 자신을 선택할 것이라 믿고 아야에게 편지를 보여주지만, 아야가 선택한 것은 슈이치였다.
한편 슈이치는 사치코에게 약혼을 파기하자고 한 뒤 아야를 만나기 위해 도쿄 타워로 향하던 중, 사치코가 손목을 그어 자살 시도를 했다는 연락을 받고 병원으로 달려가고, 다행히 목숨은 건진 사치코는 슈이치의 아이를 임신했다고 말한다.
슈이치가 사치코와 결혼하기로 했다는 것을 알고 충격을 받은 아야. 아야의 행복을 위해 슈이치에게 건네주려던 다쿠미는 분노한다.
시간은 흘러 슈이치와 사치코의 결혼식 날. 아야가 홋카이도로 돌아가는 것을 알게 된 슈이치는 공항에 달려가 아야에게 자신의 진심을 고백한다. "태어나게 될 아이를 나처럼 불행하게 만들지 말아요. 그리고 당신을 사랑한 것은 후회하지 않으니까, 당신도 후회하지 마세요."라고 부탁하고 떠나는 아야의 뒷모습에 "후회할 리 없잖아. 아야, 너에게는 내가 줄 수 없었던 별이 내려."라고 말하고 사치코에게 돌아가는 슈이치.
1년 후, 아야네 진료소에 새로운 의사가 부임해 오는데, 그는 다름 아닌 다시 의사가 된 다쿠미였다. 열심히 배운 수화로 아야에게 다쿠미는 전한다. '너를 기다릴 거야. 단, 100년 동안만.'이라고.

### 등장 인물
- 구라모토 아야 - 사카이 노리코
- 나가이 슈이치 - 오사와 다카오
- 나가이 다쿠미 - 다케노우치 유타카
- 유키 사치코 - 호소카와 나오미
- 엔도 소노코 - 니시무라 도모미
- 고이즈미 미와 - 다나카 미나코
- 시노미야 아유미 - 나카지마 히로미
- 아라이 요시히코 - 기타하라 마사키
- 나가이 미치요 - 사카이 와카코
- 고모리 도시히코 - 이부 마사토
- 나가이 세이치로 - 류 라이타
- 유키 다카코 - 오카 미쓰코
- 사노 다카시 - 나카마루 신쇼
- 간자키 나오토 - 니시오 다쿠미
- 기노시타 아케미 - 히사모토 도모코
- 온다 하루에 - 기쿠치 노리에
- 하나오카 가요코 - 나카노 구미코
- 아라이 가쓰지 - 호타루 유키지로
- 아라이 가즈코 - 다테이시 료코
- 가와다 요이치 - 다야마 료세이
- 모리오카 시로 - 오타키 히데지

### 제작진
- 각본 - 다쓰이 유카리
- 음악 - 미조구치 하지메
- 프로듀서 - 우메하라 모토이, 사토 아쓰시
- 연출 - 요시노 히로시, 이쓰키다 료이치, 이노마타 류이치
- 책임 프로듀서 - 고스기 요시노부
- 프로듀서 보조 - 안넨 마사카즈
- 조연출 - 다니카와 이사오, 고가 미치아키
- 제작저작 - NTV

### 주제가
- 사카이 노리코 - 푸른 토끼 (碧いうさぎ)

### 방송일·부제·시청률
| 각 화                                                     | 방송일          | 부제 (원제)                                    | 부제 (풀이)                                                | 시청률 |
| --------------------------------------------------------- | --------------- | ---------------------------------------------- | ---------------------------------------------------------- | ------ |
| 제1화                                                     | 1995년 4월 12일 | 愛すれど哀しく…                                | 사랑하지만 슬퍼...                                         | 7.2%   |
| 제2화                                                     | 1995년 4월 19일 | 失われた愛の記憶! 帰らぬ恋人のため地の果てまで | 잃어버린 사랑의 기억! 돌아오지 않는 연인을 위해 땅 끝까지  | 10.9%  |
| 제3화                                                     | 1995년 4월 26일 | 愛のない記念日…私の恋人を奪わないで            | 사랑 없는 기념일... 내 연인을 빼앗지 말아줘                | 9.2%   |
| 제4화                                                     | 1995년 5월 3일  | 愛と死を見つめて…いま蘇る! 愛の記憶            | 사랑과 죽음을 바라보며... 지금 되살아난다! 사랑의 기억이   | 10.9%  |
| 제5화                                                     | 1995년 5월 10일 | 心の旅路! 命の限り叫んでも届かない愛           | 마음 속 여로! 목숨이 다할 때까지 외쳐도 전해지지 않는 사랑 | 12.5%  |
| 제6화                                                     | 1995년 5월 17일 | 恋人を殺さないで! 嫉妬のメス                   | 연인을 죽이지마! 질투의 메스                               | 12.2%  |
| 제7화                                                     | 1995년 5월 24일 | 別れの誕生日! 愛の想い出、ありがとう           | 이별의 탄생일! 사랑이 가득한 추억, 고마워                  | 15.2%  |
| 제8화                                                     | 1995년 5월 31일 | 悲しい婚約! 愛する人、さよなら…でも            | 슬픈 약혼! 사랑하는 사람이여, 안녕... 그렇지만             | 14.2%  |
| 제9화                                                     | 1995년 6월 7일  | あの胸にもう一度! 命果てるまで愛す…            | 그 가슴에 다시 한 번! 목숨이 다할 때까지 사랑할...         | 17.6%  |
| 제10화                                                    | 1995년 6월 14일 | 永遠の愛! 記憶が蘇るとき…命が消える            | 영원한 사랑! 기억이 되살아날 때... 생명이 사라진다         | 21.8%  |
| 제11화                                                    | 1995년 6월 21일 | 愛の復活! 熱く強く今だけを抱きしめて           | 사랑 부활! 뜨겁게 강하게 지금을 끌어안고                   | 17.5%  |
| 최종화                                                    | 1995년 6월 28일 | 愛のために死す! 愛とは、決して後悔しないこと…  | 사랑을 위해 죽다! 사랑이란, 결코 후회하지 않는 것...       | 23.9%  |
| 평균 시청률 14.4% (시청률은 간토 지구 비디오 리서치 조사) |                 |                                                |                                                            |        |

## 속 별의 금화

### 줄거리
슈이치와 헤어지고 홋카이도로 돌아온 아야와, 아야를 쫓아 의사로 부임된 다쿠미. 두 사람은 소의 출산을 돕는 등 행복하고 알찬 나날을 보낸다. 그러던 어느 날, 도쿄에 있는 아야의 친구인 엔도 소노코가 결혼을 한다는 소식에 피로연에 참석하기 위해 아야와 다쿠미는 상경하고, 그 곳에서 아야와 슈이치는 재회한다. 아직 슈이치를 완전히 잊지 못한 아야에게 다쿠미는, 빨간 장미와 하얀 장미가 든 2개의 상자를 가지고 와 아야가 선택하게끔 한다. 선택한 상자 속의 장미가 빨간 장미라면 결혼, 하얀 장미라면 백지. 아야는 망설이며 하나의 상자를 고르고, 선택한 상자를 열자 빨간 장미가 나타난다. 그러나 아야가 선택하지 않은 상자를 살짝 열면 그 곳에도 빨간 장미가... 당황한 다쿠미는 변명하려하지만, 아야는 다쿠미의 청혼을 받아들인다.
한편, 슈이치는 사치코와 살면서 아야를 잊지 못하는 것에 고통받고 있었다. 심장병을 앓고 있던 사치코는 아이를 낳다 사망하고, 사치코의 장례식에서 또 다시 재회하는 아야와 슈이치. 힘들어하는 슈이치 때문에 아야와 다쿠미는 잠시 도쿄에 남기로 한다. 슈이치는 아야에게 아직 잊지 못했음을 고백하고, 진심을 알게 된 아야의 마음은 다시 흔들린다.
슈이치를 걱정한 아야와 다쿠미는 견습 간호사와 의사로서 도쿄의 병원에서 일하기로 하고, 사치코의 주치의였던 야가미는 신장외과 의사로서 슈이치가 일하는 병원에 스카우트된다. 이것이 비극의 시작이었다. 서로를 잊지 못하는 두 사람 때문에 다쿠미는 아야를 포기하기로 마음 먹고 슈이치와 홋카이도에 가도록 하지만, 홋카이도로 출발하기로 한 날, 다쿠미는 공사 현장에서 사고를 당하고 하반신 불수가 되고만다. 그리고 그 일을 계기로 병원 융자가 끊어지고 더욱이 슈이치는 병원에서 추방될 위기에 이른다.
한 때는 절망적이었던 다쿠미의 상태가 호전되고, 아야가 도와준 적이 있는 재벌가 딸의 도움으로 병원 융자 위기를 탈출, 아야는 슈이치에게 거짓말을 하고 다시 다쿠미에게 돌아간다. 그리고 다쿠미는 한 환자를 수술하게 되는데, 처음에는 사고 후유증 때문에 망설이지만, 환자의 인생을 끝낼 수 없다며 훌륭하게 수술을 완수하고 의사로서 복귀한다.
다쿠미는 슈이치에게 아야와 다시 도쿄 타워 아래에서 만나라고 하는데 그 때 아야는 다쿠미를 좋아하는 게이코의 오해로 홍채와 각막에 중상을 입는다. 들을 수도, 말할 수도 없는 아야는 볼 수조차 없어지자 삶의 의욕을 잃는다. 슈이치는 그런 아야를 플라네타륨으로 데리고 가 눈물을 흘리며 추억을 이야기한다. 그 눈물에 아야는 다시 일어선다.
배임 (背任) 용의로 슈이치는 원장직에서 해임되고, 그 자리를 대신하는 야가미. 그러나 야가미의 행동을 의심하던 고이즈미가 경찰에 의뢰하여 아무도 모르게 뒷조사를 하고 있었다. 야가미는 고이즈미에게 음모를 추궁받는데, 음모를 모두 녹음한 고이즈미에 의해 녹음 테이프가 병원에 공개되고, 야가미는 병원에서 추방된다. 피가 거꾸로 솟은 야가미는 복수의 칼날을 간다.
아야의 송별회를 준비한 다쿠미에게 움직이지 않던 다리가 움직이게 되는 기적이 일어난다. 그리고 아야에게 프러포즈하는 슈이치.
많은 사람들의 축복 속에 열린 아야와 슈이치의 결혼식 날. 슈이치는 반지를 가지러 간 원장실에서 야가미와 맞닥뜨리고, 야가미는 슈이치에게 칼을 휘두른다. 피를 흘리면서도 아야가 기다리는 교회로 가 "아야, 정말 예뻐." 한마디를 남긴 슈이치는 그대로 쓰러진다. 그러나 볼 수도, 들을 수도, 말할 수도 없는 아야는 무슨 일이 일어난 것인지 알지 못한다.
각막이 제공자가 나타나 각막 이식 수술을 받게 되는 아야. 성공적으로 수술이 끝나고 빛을 찾은 아야는 각막 제공자가 죽은 슈이치라는 것을 알고 슬픔에 자살을 결심하지만, 다쿠미와 고이즈미의 도움으로 목숨을 건진다. 그리고 아야는 슈이치의 아이를 임신했다는 사실을 알게 되고, 역시 다쿠미와 고이즈미의 도움으로 삶의 의욕을 되찾고 홋카이도로 돌아간다.
슈이치에게 아야를 행복하게 해 달라는 부탁을 받은 다쿠미는 아야를 따라 홋카이도로 떠날지 고민하다가, 프러포즈 할 때 사용했던 장미 상자를 다시 내민다. 빨간 장미가 든 상자면 아야를 따라가 결혼하기로, 하얀 장미가 든 상자면 멀리서 지켜보기로 하며... 아야가 고른 상자에 든 것은 하얀 장미. 혼자 홋카이도로 돌아가는 아야. 다쿠미는 자신과 아야, 슈이치를 위해 와인을 열어 3개의 잔에 담고, 아야가 선택하지 않은 상자에서 하얀 장미를 꺼낸다.
홋카이도로 돌아온 아야는 그네에 앉아 배를 쓰다듬으며 별이 가득한 밤하늘을 올려다 본다.

### 등장 인물
- 구라모토 아야 - 사카이 노리코
- 나가이 슈이치 - 오사와 다카오
- 나가이 다쿠미 - 다케노우치 유타카
- 유키 사치코 - 호소카와 나오미
- 엔도 소노코 - 니시무라 도모미
- 고이즈미 미와 - 다나카 미나코
- 사와이 리카 - 호쇼 마이
- 야가미 도시아키 - 사와무라 잇키
- 가와무라 게이코 - 도다 나호
- 아라이 요시히코 - 기타하라 마사키
- 나가이 미치요 - 사카이 와카코
- 유키 다카코 - 오카 미쓰코

완결편 등장 인물
- 하마노 사오리 - 히로스에 료코
- 하마노 도시오 - 무라카미 후유키
- 구라모토 루네 - 오쿠다 가나코

### 제작진
- 각본 - 야마자키 준야
- 음악 - 미조구치 하지메
- 프로듀서 - 우메하라 모토이
- 연출 - 요시노 히로시, 이쓰키다 료이치, 오히라 후토시, 고가 미치아키
- 책임 프로듀서 - 고스기 요시노부
- 제작저작 - NTV

### 주제가
- 사카이 노리코 - 거울 드레스 (鏡のドレス)

### 방송일·부제·시청률
| 각 화                                                     | 방송일           | 부제 (원제)                                                           | 부제 (풀이)                                                                        | 시청률 |
| --------------------------------------------------------- | ---------------- | --------------------------------------------------------------------- | ---------------------------------------------------------------------------------- | ------ |
| 제1화                                                     | 1996년 10월 9일  | 永遠の愛ふたたび…彩、僕の瞳に星がうつるか?輝く蒼い星が                | 영원한 사랑 다시 한 번... 아야, 내 눈 속 별이 보이니? 빛나는 푸른 별이             | 24.0%  |
| 제2화                                                     | 1996년 10월 16일 | 絶対に許されぬ愛…お前ら最低の人間だ                                   | 절대 용서받을 수 없는 사랑... 너희는 최악의 인간이다                               | 23.6%  |
| 제3화                                                     | 1996년 10월 23일 | 神様が私を試している…愛と裏切りの涙                                   | 신이 나를 시험에 들게 해... 사랑과 배신의 눈물                                     | 19.9%  |
| 제4화                                                     | 1996년 10월 30일 | 運命の別れ…一生分の幸せをありがとう                                   | 운명의 이별... 한 평생만큼의 행복을 주어서 고마워                                  | 20.2%  |
| 제5화                                                     | 1996년 11월 6일  | 暴かれた愛の真実…もう一人の兄弟の罠                                   | 파헤쳐진 사랑의 진실... 또 다른 형제의 덫                                          | 21.8%  |
| 제6화                                                     | 1996년 11월 13일 | 涙が枯れた最後の嘘 さよなら…愛する人                                  | 눈물이 말라버린 마지막 거짓말, 안녕... 사랑하는 사람이여                           | 20.9%  |
| 제7화                                                     | 1996년 11월 20일 | 君を抱きしめたままそっと僕は死にたい                                  | 너를 안은채 나는 죽고 싶다                                                         | 19.1%  |
| 제8화                                                     | 1996년 11월 27일 | 実母の自殺…彩さん拓巳の事をお願いね                                   | 친모의 자살... 아야씨, 다쿠미를 잘 부탁해요                                        | 19.2%  |
| 제9화                                                     | 1996년 12월 4일  | 女の愛が男を立ち直らせる…奇跡の復活                                   | 여자의 사랑은 남자를 일으켜 세운다... 기적의 부활                                  | 21.7%  |
| 제10화                                                    | 1996년 12월 11일 | 衝撃の失明!愛する人をもう見られない                                   | 충격적 실명! 이제 사랑하는 사람을 볼 수 없어                                       | 23.5%  |
| 제11화                                                    | 1996년 12월 18일 | 残された限りある時 二人が結ばれた夜に                                 | 한정된 시간, 두 사람이 이어진 밤에                                                 | 22.7%  |
| 최종화                                                    | 1996년 12월 25일 | 満天の星空から一枚の金貨が地上に降りた 奇跡は起き愛は永遠を約束された | 별이 가득한 밤하늘에서 하나의 금화가 내린다 기적은 일어나고 사랑은 영원을 약속한다 | 26.4%  |
| 평균 시청률 21.9% (시청률은 간토 지구 비디오 리서치 조사) |                  |                                                                       |                                                                                    |        |
| 스페셜                                                    | 1997년 4월 2일   | 완결편 스페셜                                                         | 완결편 스페셜                                                                      | 21.0%  |

## 신 별의 금화

### 줄거리
불행했던 소녀 구라모토 아야를 행복하게 하는 별이 내린 홋카이도. 그 곳에서 가장 멀리 떨어진, 양극이라고도 할 수 있는 오키나와. 오키나와에는 아야처럼 불행한 소녀 모리타 마히루가 있다. 오키나와의 외딴섬에서 태어나, 5살 때 어머니와 생이별 한 소녀. 허름한 식당에서 양부모와 함께 사는 마비루에게 신은 들리지 않는 귀, 말할 수 없는 입이라는 시련을 한 번 더 주었다. 게다가 양부모에게 받는 학대까지. 그런 가혹한 운명을 타고난 소녀지만 누구보다 씩씩하고, 누구보다 부지런하게 살아가고 있다. 건강하게 잘 지내고 있으면 언젠가 도쿄에 있는 친어머니와 만날 수 있다는 믿음을 가지고...
그리고 그 섬에 도쿄의 한 대학 다이빙 서클부에서 합숙 훈련을 온다. 서클에 소속된 청년 무라오카 가즈키. 그는, 아니 그를 포함한 서클 전원은 막연한 장래 때문에 불안해하면서도, 그것을 떨쳐내기 위해 날마다 즐거우려 애쓴다.
서클의 마돈나라고 불리는 하세가와 미즈키가 바다에 빠뜨린 목걸이를 주우려던 가즈키는 암석지대에 빠져 빈사 (瀕死) 상태에 이른다. 그 모습을 우연히 보게 된 마히루는 필사적으로 가즈키를 뭍으로 끌어내 인공호흡을 한다. 마히루의 간절함이 닿았는지 눈을 뜨는 가즈키.
그 운명의 만남으로 두 사람, 아니 두 사람에 영향을 미치는 모든 인간의 운명이 크게 움직이기 시작한다. 좋은 것일지, 나쁜 것일지 모르지만, 운명은 확실히 움직인다.
그것은 불행하고 가혹한 인생을 보낸 소녀를 더욱 옥죄는 운명이었지만, 소녀는 운명을 받아들이고 필사적으로 살아가기로 한다. 그런 소녀에게 과연 별은 내릴 것인가….

### 등장 인물
- 모리타 마히루 - 호시노 마리
- 무라오카 가즈키 - 후지와라 다쓰야
- 사세가와 미즈키 - 오키나 메구미
- 이와세 마코토 - 요시자와 히사시
- 사와기 히로토 - 다카스기 미즈호
- 이와세 스즈네 - 야나기사와 나나
- 아소 에리 - 고니시 마나미
- 사에도 사오리 - 반 안리
- 고이즈미 미와 - 다나카 미나코
- 마미야 슈스케 - 에노키 다카아키
- 무라오카 요시에 - 요시자와 교코
- 사와기 미쓰히코 - 미네기시 도오루
- 이시와타리 - 오스기 렌
- 이시와타리 - 요시다 히데코
- 후지사키 리쓰코 - 데즈카 사토미
- 하시모토 유카리 - 시이나 노리코→후지사키 나나코
- 나카타니 - 다케와키 무가

### 제작진
- 원안 - 노지마 신지
- 각본 - 다케다 나호
- 음악 - 미조구치 하지메
- 기획 - 사토 아쓰시
- 프로듀서 - 니시 노리히코, 이토 히비키, 오타 마사하루, 안넨 마사카즈
- 연출 - 요시노 히로시, 구라타 다카야, 와카마쓰 히로키
- 기획협력 - 노지마 사무소
- 제작협력 - 5학년 D반
- 제작저작 - NTV

### 주제가
- 여는 곡 : 호시노 마리 - 유리 날개 (ガラスの翼)
- 닫는 곡 : 마쓰다 히로유키 - 사랑한다고 하기 전에 (愛してると言う前に)

### 방송일·부제·시청률
| 각 화                                                     | 방송일          | 부제 (원제)                                         | 부제 (풀이)                                         | 시청률 |
| --------------------------------------------------------- | --------------- | --------------------------------------------------- | --------------------------------------------------- | ------ |
| 제1화                                                     | 2001년 4월 25일 | 神話は南の海から…ろうあの少女の激しくせつない純粋愛 | 신화는 남쪽 섬에서부터...소녀의 격렬하고 슬픈 순정  | 17.6%  |
| 제2화                                                     | 2001년 5월 2일  | 愛のための自殺未遂                                  | 사랑을 위한 자살미수                                | 16.4%  |
| 제3화                                                     | 2001년 5월 9일  | シャボン玉の恋人…                                   | 비눗방울과도 같은 연인...                           | 13.4%  |
| 제4화                                                     | 2001년 5월 16일 | 突然のプロポーズ…母に言えない理由                   | 갑작스런 프러포즈... 엄마에겐 말할 수 없는 이유     | 14.8%  |
| 제5화                                                     | 2001년 5월 23일 | 禁断の告白…二人の愛に揺れて                         | 금단의 고백.... 두 사람의 사랑에 흔들린다           | 14.9%  |
| 제6화                                                     | 2001년 5월 30일 | 別れの観覧車…破局した二人                           | 이별의 관람차... 파국을 맞이한 두 사람              | 13.3%  |
| 제7화                                                     | 2001년 6월 6일  | 運命の事故…あの人はもう帰らない…                    | 운명의 사고... 그 사람은 다시 돌아올 수 없어...     | 14.6%  |
| 제8화                                                     | 2001년 6월 13일 | 最後の告白…星金シリーズ完結に迫る!                  | 마지막 고백... 금화 시리즈 완결을 맞는다!           | 12.1%  |
| 제9화                                                     | 2001년 6월 20일 | 生命装置切断…母が見捨てた命                         | 생명장치 절단... 엄마가 버린 생명                   | 12.9%  |
| 최종화                                                    | 2001년 6월 27일 | 愛を信じて走れ!緊急大手術…植物状態の悲しい約束      | 사랑을 믿고 달려! 긴급 수술... 식물인간의 슬픈 약속 | 16.9%  |
| 평균 시청률 14.7% (시청률은 간토 지구 비디오 리서치 조사) |                 |                                                     |                                                     |        |

## 같이 보기
- 봄날 - 대한민국 리메이크작
- 백색지연 - 타이완 리메이크작